# Font Freda (Vilassar de Dalt)
La Font Freda de Vilassar de Dalt es troba al Parc de la Serralada Litoral, la qual és una font romàntica, situada en un petit i enfonsat replà del torrent que duu el seu nom.

## Descripció
Tot i que la font no raja, una taula i uns bancs de pedra conviden a estar-s'hi una estona (temps ençà, la gent s'hi aplegava els diumenges a berenar i ballar sardanes). L'aigua sortia de la base d'un gran bloc de granit d'uns 10 metres d'alçada. El broc original, ara desaparegut, sortia del mig d'una divertit mosaic fet amb rajola catalana de traç infantil que representa un paisatge. Per accedir-hi hi ha dos esglaons fets de pedra i ciment. La font està envoltada d'alzinars, en un dels paratges més frondosos de la serralada. Pels voltants es pot veure bruc, marfull, roldor i vidalba.

## Accés
És ubicada a Vilassar de Dalt: situats al Dolmen de Can Boquet (també anomenat Roca d'en Toni), cal prendre la pista que surt en direcció oest i avancem 900 metres fins a una pista i un cartell que indica una residència per a gossos. Prenem la pista a la dreta i seguim 400 metres fins a un revolt tancat a l'esquerra. Al final del revolt, un pal indicador marca el curt camí amb barana que baixa a la font. Coordenades: x=445003 y=4598720 z=322.